# رابرت هولزر
رابرت هولزر (انگلیسی: Robert Holzer؛ زادهٔ ۲ اوت ۱۹۶۶) بازیکن فوتبال اهل آلمان است.
از باشگاه‌هایی که در آن بازی کرده‌است می‌توان به باشگاه فوتبال هرتابرلین، باشگاه فوتبال بلاو-وایس ۹۰ برلین، باشگاه فوتبال اوردینگن ۰۵، و باشگاه فوتبال اس‌سی فورتونا کلن اشاره کرد.